# Алексий (Панайотопулос)
Митрополи́т Алекси́й (греч. Μητροπολίτης Ἀλέξιος, в миру А́нфимос Панайото́пулос, греч. Άνθιμος Παναγιωτόπουλος; род. 25 декабря 1943, Ано Суденеика, Греция) — епископ Константинопольской православной церкви на покое, бывший митрополит Атлантский.

## Биография
Родился 25 декабря 1943 года в Ано-Суденейка на Пелопоннесе в семье Спиридона и Ангелики Панайотопулос, был старшим из семи детей.
В 1959 году поступил в академию на Святой горе Афон и в братство монастыря Ватопед, где в 1963 году был пострижен в монашество с именем Алексий. В 1964 году окончил Афониаду.
1 ноября 1965 года был рукоположен в сан иеродиакона, после чего он служил архидиаконом Патрской митрополии.
В 1967 году поступил на богословский факультет Афинского университета, в связи с чем служил диаконом в храмах святого Пантелеимона и святого Спиридона в Афинах. Завершил обучение в 1971 году.
27 августа 1972 года был рукоположен в сан иеромонаха с назначением в клир храма Святой Софии в Патрах, при проживании в составе братии Герокомийского Богородицкого монастыря.
По защиты диссертации в Афинском богословском факультете в 1973 году, поступил в Богословскую школу Бостонского университета, где в 1977 году получил степень доктора служения (Doctor of Ministry). Во время обучения служил священником Успенской церкви в Бёрлингтоне (штат Вермонт).
В том же году возвратился в Патры и служил настоятелем Герокомийской обители.
В 1978 году был призван обратно в США служить настоятелем Константино-Еленинской церкви в Бруклине, Нью-Йорк.
В 1979 году, был переведён в православное греческую общину в Астории.
7 апреля 1987 года решением Священного Синода Константинопольской Православной Церкви был избран титулярным епископом Троадским, викарием Американской архиепископии.
17 мая 1987 года был рукоположен в сан епископа Троадского, викария Американской архиепископии, хиротонию возглавил архиепископ Американский Иаков (Кукузис).
В мае того же года в Димитриевском соборе последовало настолование епископа Алексия как первого хорепископа для греческой общины Астории.
1 января 1989 года в ведение епископа Алексия вошли греческие приходы в Квинсе, на Лонг-Айленде, на юге штата Коннектикут, и на севере штата Нью-Йорк. Тогда же он был также назначен директором Греческого культурного центра в Астории, штат Нью-Йорк.
1 января 1997 года назначен архиепископским викарием для временного управления Атлантской епархии.
13 марта 1999 года был назначен епископом Атлантским. 22 мая того же года состоялась его интронизация.
20 декабря 2002 года Священный Синод Константинопольской Церкви возвёл епархии Американской архиепископии в ранг митрополий, в связи с чем епископ Алексий стал митрополитом.
В 2015 году, следуя призыву патриарха Константинопольского Варфоломея об увеличении числа клириков, имеющих турецкое гражданство, что позволяло бы в будущем участвовать в выборах патриарха Константинопольского, получил паспорт гражданина Турции.
С 1 декабря 2024 года на покое.